# Escuela de Miedo
Escuela de Miedo (en inglés: Cranston Academy: Monster Zone) es una película de animación de comedia de terror y ciencia ficción del 2020, dirigida por Leopoldo Aguilar y producida por Ánima Estudios de México en asociación con Fifth Dimension Films y DNEG de Reino Unido e India —a través de sus filiales Prime Focus World y ReDefine—. La película se sitúa en la Academia Cranston, una prestigiosa escuela para genios superdotados, en la que un adolescente de nuevo ingreso, llamado Danny Dawkins, hace equipo con su compañera de cuarto y rival Liz Fizzerton y el profesor híbrido entre ser humano y polilla conocido como el «Hombre Polilla» para cerrar el portal hacia la «quinta dimensión», de la que se escapan todo tipo de monstruos y creaturas que toman por asalto la institución.
El reparto de voces es liderado por Jamie Bell, Ruby Rose e Idzi Dutkiewicz en la versión en inglés, mientras que Polo Morín, Natalia Téllez y Edson Zúñiga hacen lo propio en la versión en español. José C. García de Letona de Ánima escribió la historia en conjunto con Rita Street, mientras que el guion estuvo a cargo del guionista Bob Barlen y el animador Cal Brunken. Para la producción de la cinta, se creó una nueva empresa denominada Fifth Dimension Films.
La película se estrenó por primera vez en cines el 12 de marzo de 2020 en Portugal. Meses después, el 26 de junio de 2020 y con distribución por Videocine, fue estrenada en ciertas zonas de México durante la reapertura de los cines dado a la Pandemia de COVID-19. Posteriormente, tendría un estreno para las zonas faltantes de la república el 12 de agosto, se colocó como una de las películas más vistas durante la reapertura de dichos recintos. El 30 de octubre, Grindstone Entertainment publicó la cinta en Estados Unidos.

## Sinopsis
Danny Dawkins un genio adolescente es transferido a una escuela para mentes maestras conocida como la Academia Cranston luego de ofrecerle una beca, sin embargo ahí conocerá a su rival que a la vez es su compañera de cuarto llamada Liz Fizzerton; en un intento de mostrarles a todos de lo que es capaz decide reparar un viejo reactor de partículas este termina abriendo un portal hacia otro mundo conocido como la Quinta Dimensión donde habita toda clase de monstruos y seres espeluznantes, ahora dependerá de estos 2 jóvenes en compañía de un hombre mitad polilla cerrar el portal y salvar la escuela de un inminente apocalipsis.

## Anuncio
En 2018 por medio de la plataforma IMDb se dio a conocer que esta película antes llevaría el nombre de "Scary Show", pero un año después en la página de Cinando se revela que fue totalmente cambiado a "Cranston Academy: Monster Zone", a principios del 2020 durante el mes de marzo las redes sociales del estudio Ánima liberó el póster y unos días después el tráiler oficial.

## Producción
La película contó con la participación de ReDefine como estudio de animación central, mientras tanto Ánima se encargaría de la producción y asesoría creativa

## Elenco
- Polo Morín como Danny Dawkins
- Natalia Téllez como Liz Fizzerton
- Edson Zúñiga como Hombre Polilla/Profesor Juan

## Estreno
Dado a la Pandemia de COVID-19 y el cierre de los cines, no fue hasta el mes de junio cuando la película sería lanzada en ciertos territorios al interior del país el día 26 y hasta el mes de agosto el día 12 sería lanzada en los sitios restantes. La distribución corrió por parte de Videocine y debutó como una de las películas más vistas durante el regreso a las salas cinematográficas.